# Šentradegunda
Šentradegunda (nemško St. Radegund) je naselje v Občini Ruda v Okraju Velikovec na Koroškem v Avstriji.